# Advitam (groupe agro-industriel)
Advitam est un groupe coopératif agro-industriel français, basé dans les Hauts-de-France.

## Histoire
En 2002, Unéal est créée par le regroupement de plusieurs coopératives agricoles. Le 21 février 2012, Unéal devient la maison mère du groupe Advitam. Sa filiale Ternoveo est créée en 2012 par la fusion de 4 coopératives.
En décembre 2023, Olivier Athimon prend la Direction générale du groupe Advitam, succédant à Cédric Cogniez.

## Activité
Le groupe coopératif agricole, dont le siège social est situé à Saint-Laurent-Blangy près d'Arras, organise ses activités autour de 2 pôles : agriculture (collecte, stockage et commercialisation de céréales et services associés, vente, location et réparation de matériel agricole) et distribution (produits de jardinage, bricolage, alimentation animale sous les enseignes Gamm vert et Jardiland).

## Données financières
|                    | 2015 | 2017 | 2019  | 2022 | 2023 | 2024  |
| ------------------ | ---- | ---- | ----- | ---- | ---- | ----- |
| Chiffre d'affaires | 1,2  | 1,3  | 1,277 | 1,7  | 1,9  | 1,653 |